# Austin Carlile
Austin Robert Carlile (Ohio, 27 de setembro de 1987) é um músico estadunidense. Ele é ex vocalista da banda Attack Attack! e ex vocalista da banda Of Mice & Men, a qual ele fundou. Durante seu tempo em Ohio, fez parte de uma banda chamada Call it Even, antes de ir para a banda Attack Attack em 2005. Atualmente se dedica como treinador de basebol na Costa Rica.

## Carreira
Tudo começou em 2005, quando Austin Carlile fundou uma banda chamada Attack Attack!. Pouco tempo depois lançaram um EP chamado If Guns Are Outlawed, Can We Use Swords? e em 2008 lançaram o seu primeiro full-length chamado Someday Came Suddenly que foi sucesso de vendas pela Rise Records. Logo após ser expulso da banda, ele se juntou com seu melhor amigo, o baixista Jaxin Hall e começaram a compôr juntos. Nascia ali, a banda Of Mice & Men, e aos poucos os outros integrantes foram aparecendo. 
Em 2010, Austin passou por uma cirurgia do coração (mesmo problema cardíaco que fez sua mãe falecer quando ele tinha 17 anos)  tornando-o incapaz de sair em turnê, e Jerry Roush assumiu os vocais. Quando voltou, em Janeiro de 2011, trouxe com ele, Alan Ashby (atual guitarrista da banda). Um trecho de seu depoimento onde fala sobre sua cirurgia: 
“Como boa parte de vocês já devem saber, um problema genético fez com que uma válvula da aorta ficasse maior do que o normal. Quando a gente estava descansando durante a virada do ano, meu cardiologista em Ohio me ligou e disse que eu precisava ir a um hospital para re-fazer os exames. Eles também me receitaram uns remédios que pessoas de 70 anos tomam. Haha! No dia seguinte eu passei pelos exames e fiquei sabendo que a cirurgia que eu precisaria sofrer dentro dos próximos anos, foi antecipada, e ela teria de acontecer dentro dos próximos 8 meses. O médico também falou que eu não poderia participar de nenhuma turnê até ela ser realizada. Eles vão me abrir bem no meio, LEGAL! Então, eu contei isso para a banda e as pessoas que cuidam de nós, avisando que iria operar o mais rápido possível. Tudo deve acontecer dentro dos próximos meses, e eu VOU estar recuperado para a Warped Tour!"
Em 21 de Dezembro 2012, Austin participou do "Suicide Silence - Ending Is The Beginning: The Mitch Lucker Memorial Show" para arrecadar dinheiro para o futuro da filha de Mitch e junto com outros cantores, relembrarem a memória do amigo. Austin cantou a música OCD.

## Saída da banda Of Mice & Men e doença
Em outubro de 2016, a banda Of Mice & Men fez uma parada em sua turnê europeia para que Carlile pudesse procurar tratamento médico depois de sentir algumas dores durante um show em Portsmouth. No final de novembro, Carlile elaborou uma série de tweets onde ele revelou que sofria Síndrome de Marfan e que ele havia sido submetido a várias cirurgias para que ele continuasse a viver. No dia 30 de outubro de 2016, Austin Carlile postou em seu Instagram e no seu Twitter uma mensagem anunciando a sua saída da banda. Na mensagem, Austin escreveu que não iria parar de cantar, mas iria fazer uma pausa na sua carreira  para se concentrar no tratamento de sua doença.Ele atualmente reside em Guanacaste, Costa Rica.

## Discografia
Com a banda Attack Attack!:
- If Guns Are Outlawed, Can We Use Swords? (2008)
- Someday Came Suddenly (2008)

Com a banda Of Mice & Men:
- Of Mice & Men (2010)
- The Flood (2011)
- The Flood [Deluxe Reissue] (2012)
- Restoring Force (2014)
- Cold World (2016)